# Ian Stanley
Ian Christopher Stanley (High Wycombe, 28 de fevereiro de 1957) é um músico, compositor e produtor musical britânico. Foi integrante do Tears for Fears durante a maior parte da década de 1980 e desempenhou um papel fundamental na produção de seu segundo álbum de estúdio, Songs from the Big Chair.

## Carreira

### Tears for Fears (1982–1989)
Depois de oferecer-lhes o uso gratuito de seu estúdio de gravação, Stanley tornou-se membro do Tears for Fears, contribuindo com sintetizadores, baterias eletrônicas, órgão, pianos e vocais de apoio em seus três primeiros álbuns. Ele também co-escreveu (com Roland Orzabal) muitas de suas canções do período de 1983 a 1985, e fez parte da equipe de produção durante essa época, enquanto a banda trabalhava com o produtor Chris Hughes em seu estúdio, o Wool Hall, em Bath.

### Após o Tears for Fears
Após o sucesso de Songs from the Big Chair, Stanley colaborou com Roland Orzabal no projeto paralelo Mancrab, de 1986, lançando um single, "Fish for Life", que foi feito para a trilha sonora do filme The Karate Kid Part II. Stanley também começou a trabalhar no terceiro álbum do Tears for Fears, The Seeds of Love, mas (junto ao produtor Chris Hughes) deixou o projeto devido a diferenças criativas. Suas contribuições mais proeminentes para este álbum, no entanto, podem ser ouvidas no single de sucesso "Sowing the Seeds of Love" e nos lados B "Always in the Past" e "My Life in the Suicide Ranks".
Ele admitiu que sua decisão de deixar a banda foi difícil, mas citou vários motivos para isso, o principal deles era que acreditava que Orzabal estava "se distanciando" do resto da banda em termos de poder vocal e proficiência dos instrumentos que tocava. Também nessa época Stanley queria se tornar um produtor musical e/ou fazer trilhas sonoras para filmes. Ele expressou sua antipatia pelo terceiro álbum deles, The Seeds of Love, afirmando que "Badman's Song" é "muito longa e exagerada", que "Advice for the Young at Heart" é "leve" e que alguns versos de "Woman in Chains" são "baratos e descartáveis", o principal exemplo sendo "so free her" no final da canção. Ele acreditava que Tears for Fears era uma dupla de sintetizadores e imaginou que seu terceiro álbum seria como Songs from the Big Chair, "mas com um pouco mais de rock".
Desde a década de 1980, Stanley produziu artistas como Lloyd Cole and the Commotions, a-ha, the Pretenders, Howard Jones, Ultra, Republica, Naimee Coleman, Stephanie Kirkham, Natalie Imbruglia, Propaganda, the Human League e Tori Amos. Ele também contribuiu para a regravação de "Temple of Love" pelo Sisters of Mercy e para a produção adicional de "Under the Gun". Stanley também trabalhou como A&R para a East West Records, mas saiu em 1998.
Em 2009, Stanley juntou-se aos antigos membros da banda de apoio do Tears for Fears para formar o Headshells, com o baterista original Manny Elias, o saxofonista Will Gregory e o baixista Lee Gorman. A banda, anunciada como "Ian Stanley, Manny Elias, Lee Gorman & Will Gregory", fez uma apresentação no Grand, em Clitheroe, para uma multidão lotada, mas logo após o evento – que foi bem recebido pelos fãs do Tears for Fears – foi anunciado no site oficial de Elias que eles estariam muito ocupados para se comprometer com o Headshells de forma contínua, então o grupo chegou ao fim.